# 李嘉誠
李 嘉誠（り かせい、広東語読み：レイ・カーセン、Sir Li Ka-shing GBM KBE Commander, 英語：Li Ka Shing, 1928年7月29日 - ）は、香港最大の企業集団・長江実業グループ創設者兼会長である。2013年度世界長者番付によれば、その資産は310億米ドルとされ、世界8位の富豪である。かつてはアジア全域で最も富裕な人物であり、華人としては世界一の資産家であった。

## 経歴
1928年に中華民国の広東省潮州市に生まれ、日中戦争の戦火から逃れ1940年家族とともにイギリスの植民地の香港に逃れた。しかし、太平洋戦争の勃発により、1941年には香港も日本軍の占領下に入り、栄養失調と病気に苦しめられた。父も間もなく結核で亡くなったため、一家を養うために15歳前にして学業を断念、プラスチックの貿易会社で働きだした。最終学歴は中卒(高校中退)。
1949年香港にプラスティックの工場を作り、造花を売り出したところ、「ホンコンフラワー」として大当たりとなった。1958年に不動産業に転身し、1967年香港暴動で暴落した土地を買い漁り、長江実業有限公司を設立して香港最大の不動産ディベロッパーとなった。1979年に和記黄埔（ハチソン・ワンポア）、1985年に香港島の電力供給を独占する香港電灯を買収し規模を拡大した。
1989年に天安門事件が発生して外国企業が中華人民共和国から避難したとき、逆に中華人民共和国への投資を拡大して香港最大の企業集団として台頭した。主に中華人民共和国の発電所建設に当る長江基建などを所有し、中華人民共和国の指導者とも深いつながりがある。左派資本家の霍英東や、マカオのカジノ王（香港でもグループ企業を持つ）スタンレー・ホーとも親しい。ただし、北米などへも投資していることから、中国人民政治協商会議副主席への就任を断ったとも言われている一方、息子の李沢楷と李沢鉅は全国政協で委員を務めている。
2002年11月に長江商学院を設立、アリババ集団の馬雲ら次世代の中国人実業家を育成した。

## フィランソロピー
アメリカのフォーブス誌は2008年3月に李嘉誠を世界富豪番付11位にランクしているが、李の日常生活は質素で、李嘉誠基金を通じて多額の献金を行っている。1981年には20億香港ドルを投じて故郷の潮州の近くに汕頭大学を創設し、2004年のスマトラ沖地震では300万米ドルを寄付した。

## 愛用車
香港では高級車はロールス・ロイスが好まれる傾向にあるとされるが、李嘉誠は日産自動車の最高級乗用車である日産・プレジデントを愛車にしたことで中国で知られる。

## 家族
長男のヴィクター・リー（李沢鉅）は長江実業の副会長兼社長として後継者の地位にある。1996年拉致され、身代金10億香港ドルを払ったとされる。犯人は後に中国で逮捕・処刑された。
次男のリチャード・リー（李沢楷）は香港最大の通信会社であるPCCW（パシフィック・センチュリー・サイバー・ワークス）を率い、東京の丸の内にパシフィックセンチュリープレイス丸の内を建設したことで日本でも知られる。
妻の荘月明は既に亡くなっているが、自殺ではないかとも噂されている。

## 伝記・関連書籍
- 西原哲也「秘録・華人財閥＝日本を踏み台にした巨龍たち」（NNA、2008年7月）